# Selaginella thomensis
Selaginella thomensis är en mosslummerväxtart som beskrevs av Arthur Hugh Garfit Alston. Selaginella thomensis ingår i släktet mosslumrar, och familjen mosslummerväxter. Inga underarter finns listade i Catalogue of Life.